# Puerto Colombia (Atlántico)
Puerto Colombia ist eine Gemeinde (municipio) im Departamento Atlántico in Kolumbien. Puerto Colombia liegt direkt an der Karibik und ist Teil der Metropolregion Barranquilla, der Metropolregion von Barranquilla.

## Geographie
Puerto Colombia liegt 13 Kilometer westlich von Barranquilla direkt am Karibischen Meers. Die Jahresdurchschnittstemperatur beträgt 28 °C. Das Gebiet der Gemeinde ist größtenteils flach. Es gibt einige Sumpfgebiete. An die Gemeinde grenzen im Norden die Karibik, im Osten und Südosten Barranquilla und im Westen und Südwesten Tubará.

## Bevölkerung
Die Gemeinde Puerto Colombia hat 55.269 Einwohner, von denen 48.443 im städtischen Teil (cabecera municipal) der Gemeinde leben. In der Metropolregion Barranquilla leben insgesamt 2.265.674 Menschen (Stand: 2022).

## Geschichte
Die Geschichte von Puerto Colombia begann 1888 mit dem Bau der Mole, die als Hafen für Barranquilla diente. Die Stadt, die 1905 den Status einer Gemeinde erhielt, war in den ersten vier Jahrzehnten des zwanzigsten Jahrhunderts der wichtigste Hafen Kolumbiens. Puerto Colombia verlor seine Bedeutung durch den Bau des Hafens von Barranquilla. Mittlerweile ist die Mole teilweise eingestürzt.

## Wirtschaft
Die wichtigsten Wirtschaftszweige in Puerto Colombia sind die Fischerei und der Tourismus. Landwirtschaft und Tierhaltung sind im Rahmen von Subsistenzwirtschaft wichtig.

## Söhne und Töchter der Stadt
- Carlos Bacca (* 1986), kolumbianischer Fußballspieler